# Gopalpur (Ganjam)
Gopalpur is een stad en “notified area” in het district Ganjam van de Indiase staat Odisha. 

## Demografie
Volgens de Indiase volkstelling van 2001 wonen er 6.660 mensen in Gopalpur, waarvan 50% mannelijk en 50% vrouwelijk is. De plaats heeft een alfabetiseringsgraad van 51%. 